# Ротшилд
Фамилията Ротшилд (на немски: Rothschild) е банкерска династия от европейски евреи ашкенази, работеща в Европа от края на XVIII век до днес. Представителите на фамилията са изявени меценати, общественици и филантропи. Същевременно за тях се разпространяват и много противоречиви твърдения, свързани с политическото им влияние, финансирането на войни, свързаността им с тайни общества.
Думата Rothschild се произнася в България (и в Европа) като на немски език с „ш“ (sch) – „Ротшилд“, докато на английски е Roths-child [rɒθs.tʃaɪld], което е приблизително до Ротсчайлд.
Родоначалник на династията е Амшел Мозес Бауер, притежател на бижутерна работилница, на чиято емблема бил изобразен златен римски орел върху червен щит. „Червеният щит“ (на немски: Rothschild) послужил за основа на фамилията, която приел синът на Амшел – Майер Амшел Ротшилд. Той използвал „Ротшилд“ като фамилно име, и именно Майер Амшел Ротшилд е признат за основател на тази династия.
Майер Ротшилд (1744 – 1812) учредява банка във Франкфурт на Майн. Банкерството е продължено от неговите петима синове:
1. Амшел Майер Ротшилд;
2. Соломон Майер Ротшилд;
3. Натан Майер Ротшилд;
4. Калман Майер Ротшилд;
5. Джеймс Майер Ротшилд.

Братята управляват пет банки в Париж, Лондон, Виена, Неапол и Франкфурт. Днес само два от петте клона на Ротшилдови са оцелели – английският (на Натан) и френският (от Джеймс), а наследниците на другите три клона са починали (например последният представител на австрийските Ротшилдови умира бездетен през 1980 г.). Фамилията продължава да упражнява огромно влияние върху финансовата и политическата обстановка в света.